# Langestraatkwartier
Het Langestraatkwartier is een wijk in het centrum van de Belgische stad Brugge. Het kwartier is 40 hectare groot en ligt ten oosten van de Brugse binnenstad. Het kwartier wordt ten noorden begrensd door de Jeruzalemstraat en de Peperstraat, ten westen door de Sint-Annarei, ten zuidoosten door de Coupure en ten oosten door de Kazernevest.

## Geschiedenis

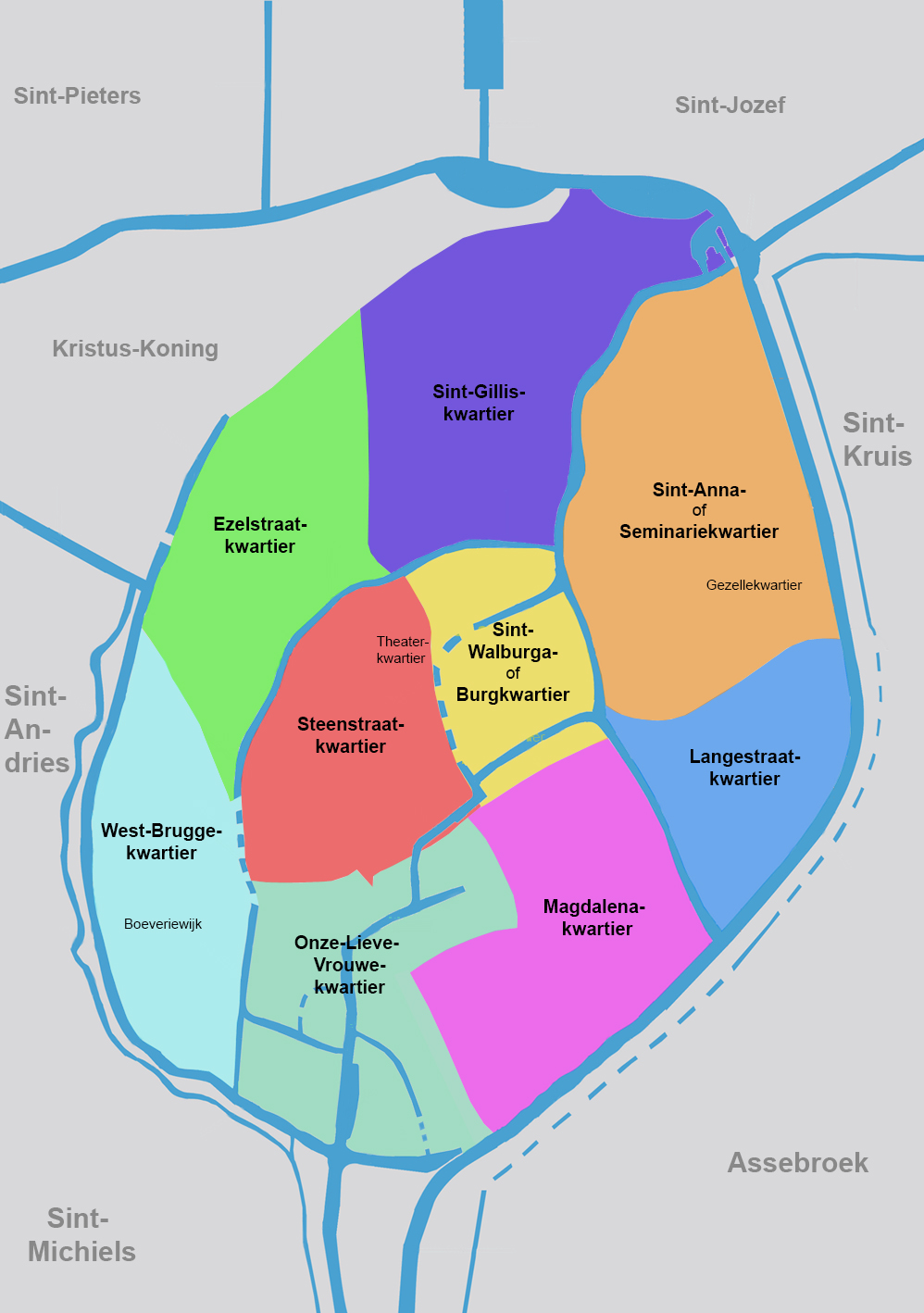
Locatie van het Langestraatkwartier in de Brugse binnenstad

Aan het eind van de 13de eeuw is de tweede omwalling gebouwd die de stad verdeelt in negen verschillende wijken. De tweede omwalling is tot vandaag zichtbaar in het stadsbeeld en is behouden ten noorden van de stad. Het straatpatroon van het Langestraatkwartier vormt een centrale driehoek die gevormd wordt door de Molenmeers ten noorden en ten zuiden door de Peper- en de Langestraat die voor de Kruispoort samenlopen. Aanvankelijk telde de tweede omwalling 9 poorten. Vandaag resten er nog drie, waarvan de Kruispoort er een van is. De Kruispoort werd heropgebouwd in het jaar 1400. Voor het bouwen van de tweede omwalling was het kwartier afhankelijk van de parochie Sint-Kruis. 
De snelle economische groei en sterke toename van bevolkingscijfer zorgden voor een uitbreiding van de stedelijke ruimte en talrijke nieuwe gebouwen. Veel gebouwen zijn tot vandaag bewaard gebleven en bepalen mee het karakter van de buurt. 
In de 14de en 15de eeuw tijdens de Bourgondische periode kent Brugge een cultureel hoogtepunt. Tijdens deze periode werden heel wat religieuze gebouwen opgericht. In de 14de eeuw werd het godshuis 'Columnahospice' en het "kloostertje van Magerzo" gesticht. Op het einde van de 15de eeuw werd de hulpkerk van Sint-Anna ingewijd. Deze werd herbouwd in het jaar 1529. Rond 1470 werd de Jeruzalemkerk opgericht. Het kwartier staat ook bekend om zijn talrijke brouwerijen. De eerste ontstonden in de 16de eeuw. 
Tegen het begin van de 16de eeuw verliest Brugge haar dominante handelspositie. Met als gevolg dat het aantal inwoners lager lag dan in het jaar 1300. De buurten aan de buitenrand van de stad, waaronder ook de Langestraat werden echte armenbuurten. In de tweede helft van de 16de eeuw vestigen nog meer kloosteroorden zich in het kwartier. 
De 17de eeuw zorgde voor een keerpunt. De Contrareformatie veranderde het stadsbeeld door de bouw van militaire gebouwen en kloosters. In de 18de eeuw werd in het noordoostelijke deel van het kwartier een kazerne gebouwd. 
In veel steden gebeurden in de 19de eeuw erg ingrijpende veranderingen in het stedelijk uitzicht. In Brugge was dit niet het geval door de ongunstige economische toestand. Ten zuiden van de Langestraat ontstaat er vanaf de eerste helft van de 19de eeuw tot de 20ste eeuw een verdichting van de bebouwing. Tussen 1974 en 1979 werden de kazernegebouwen gesloopt. De kloostergebouwen werden gerenoveerd. Er werd ook een nieuw gerechtsgebouw gebouwd en er ontstonden nieuwe woonwijken.

## Architectuur
Ten noordwesten ligt de Sint-Annakerk, die gekenmerkt wordt door heterogene bebouwing. Hoe meer naar de vesten toe hoe schaarser de bebouwing in los verband. 
De architectuurstijlen die het meest voorkomen zijn neoclassicistische architectuur en neogotiek. De neoclassicistische architectuur is te herkennen aan de gevels met natuurstenen omlijsting en rondbogen. Een voorbeeld is de parochiekerk Heilige Familie, gelegen te Bilkske. Sint-Jozefkerk is de oorspronkelijke naam van de kerk gebouwd in 1903. De neogotische stijl is te herkennen aan de spitsboogvensters en de bakstenen. De typische trapgevel huizen behoren ook tot de neogotiek.
Vanaf de 13de eeuw werden er heel wat kloosters gesticht. Het predikherenklooster is gesticht in 1234. In 1796 werd het klooster opgeheven en werd het grootste deel gesloopt. De nieuwbouw bevat nog elementen van de voormalige predikherenkerk. Bovendien zijn er rondbogen gebouwd die aan de oude herinnert.
Vanaf 1318 vestigden de eerste kartuizers zich in Sint-Kruis. In Brugge vestigden de kartuizers zich in de omgeving van de Jeruzalemkerk. Geleidelijk aan kochten ze de omliggende eigendommen van de Sint-Obrechtsstraat op. Van 1635 tot 1648 bouwden ze hun nieuw klooster. Ze gebruikten hiervoor de bouwmaterialen van hun voormalig klooster in Sint-Kruis. In de 18de eeuw werd de Sint-Brunokapel gebouwd. De kapel is gebouwd in classicistische stijl. In 1783 werd het klooster verkocht. Het gebouw deed dienst als kazerne. 
In 1878 werden de voormalige kazernes gesloopt. De oude kloostergebouwen werden geressorteerd en geïntegreerd in het nieuwe gerechtsgebouw, gelegen in de Kazernevest. Er zijn classicistische en rococo-details bewaard gebleven. 
Godshuizen werden opgericht vanaf de 14de eeuw. Het zijn kleine huisjes meestal gegroepeerd rond een binnenplein. Godshuis Cobrysse is gesticht in 1663. Het gebouw bestond uit enkele huizen met één bouwlaag. Tussen de huizen bevond zich een kapel. De huizen bevatten oorspronkelijk drie trapgevels. Deze werden later vervangen door korfboogingangen en in 1948 werden de andere vensters verlaagd.
In de jaren 1980 werd een nieuwe sociale woonwijk aangelegd die zich uitstrekt ten noorden en zuiden van de Balsemboomstraat. 

### Woningen
Het Langestraatkwartier bevat een grote verscheidenheid aan woningen.
- Stadwoning
- Burgerhuis
- Burgerhuis uit het Interbellum
- Interbellumwoning
- Kloostergebouwen
- Eenheidsbebouwing van stadswoningen
- Hovenierswoningen
- Spinhuis
- Herenhuis
- Brouwerij

## Bezienswaardigheden
- Kerken:
  - Jeruzalemkerk 1470
  - Heilige Familiekerk 1962
  - Sint-Brunokapel 1318
- Godshuizen:
  - Sint-Obrechtsbegijnhof of -godshuis
  - Godshuis Cobrysse 1663
- Kloosters:
  - Predikherenklooster 1234
- Hof van Leffinge

## Straten en pleinen
- Balsemboomstraat
- Bilkske
- Blekersstraat
- Essenboomstraat
- Ganzenplein
- Ganzenstraat
- Gouden-Handrei
- Hoogstuk
- Hooistraat
- Joost de Damhouderstraat
- Kazernevest
- Kersenboomstraat
- Konfijtstraat
- Koopmansstraat
- Korte Blekersstraat
- Korte Sint-Annastraat
- Langestraat
- Moerkerkestraat
- Molenmeers
- Peperstraat
- Predikherenrei
- Rodestraat
- Sint-Annakerkstraat
- Sint-Annaplein
- Sint-Annarei
- Sint-Brunostraat
- Spiegelrei
- Stoelstraat
- Strostraat
- Timmermansstraat
- Verbrand Nieuwland
- Vuldersreitje
- Vuldersstraat